# Mrož
Mróž (znanstveno ime Odobenus rosmarus) je plavutonožec, ki živi v ledenomrzlih vodah Arktike. Njegovo ime izvira iz stare grščine in pomeni »tisti, ki teka po prstih«. Mroži imajo zelo debelo kožo, pod katero je velika plast maščobe, da lahko brez posebnih težav živijo v ledenih vodah. Zaradi prekomernega lova se je njegov stalež močno znižal, skoraj do iztrebljenja. Število živali se sedaj dviguje v severnem delu Tihega oceana, medtem ko je v vodah severozahodnega Atlantika še vedno močno ogrožen.

## Način življenja
Večino svojega življenja preživi na odprtem morju ali na ledenih ploščah. Če le-teh ni se povzpne na skalne obale, kjer mroži ležijo tesno drug ob drugem, včasih celo drug na drugem, čeprav imajo dovolj prostora. Mroževe noge so ravne, nizke in spremenjene v plavuti. Po kopnem hodi po štirih nogah, v vodi pa zadnje noge uporablja za pogon, sprednje pa za krmiljenje. Pozimi se zaradi debelejšega ledu preseli bolj na jug, aprila pa se samice z mladiči preselijo na sever. Čeprav ima debelo plast maščobe, vseeno ne morejo preživeti skrajnih temperatur.

## Način prehranjevanja
Najpogosteje jedo školjke (velike pokrovače, srčanke, klapavice), ki jih najdejo na morskem dnu. Pod vodo lahko ostanejo največ 10 minut. Potopijo se lahko največ 80 metrov globoko, čeprav najraje ostajajo v plitvi vodi, ker je toplejša. Na gobcu imajo zelo občutljive dlačice, ki jih uporabljajo za lov v kalni vodi. Odkrije lahko celo mehkužce, ki so skriti pod peskom v plitvi vodi in jih izbrskajo z vodnim curkom. Veliki samci so včasih agresivni. Takrat napadejo slabotnejše tjulnje in jih pojedo.

## Razmnoževanje
V času parjenja se zberejo velike črede mrožev, med katerimi so samci, samice in tudi mladiči. Samci se borijo za naklonjenost samic. Po navadi zmaga samec z najdaljšimi okli. Parijo se pod vodo, brejost traja 15 mesecev, po katerih med aprilom in junijem samica na ledeni plošči skoti enega mladiča, dolgega 125 centimetrov. Mladič se že po dveh tednih nauči odlično plavati. Samica doji mladiča najmanj 18 mesecev, čeprav že po šestih mesecih je tudi trdo hrano. Mladič ostane pri materi 2 leti, po katerih je samica pripravljena na naslednje parjenje, mladič pa se priključi čredi mladičev.

## Mrož in človek
Eskimi lovijo mrože, uživajo njihovo meso in maščobo, iz kože izdelujejo oblačila, čolne in jermene za sanke, iz oklov pa izdelujejo nakit. Včasih so jih lovili s harpunami na jeklenih vrveh. Eskimi ne ogrožajo mrožev, ogroža ga predvsem gospodarski lov (kožo na njegovem vratu uporabljajo za poliranje kovine), ki je mroža v zadnjih stoletjih skoraj iztrebil. Ogroža ga tudi močna onesnaženost morja in različne bolezni. Počasno razmnoževanje omogoča le zelo počasno povečevanje njihovega staleža v zadnjih letih.